# Gewöhnliches Alpen-Edelweiß
Das Gewöhnliche Alpen-Edelweiß (Leontopodium nivale subsp. alpinum) ist eine Unterart des Alpen-Edelweiß (Leontopodium nivale), aus der Gattung Leontopodium (Edelweiß) innerhalb der Familie der Korbblütler. Bezogen auf die Symbolträchtigkeit des Edelweiß in der alpenländischen Kultur ist das Gewöhnliche Alpen-Edelweiß die weitläufig bekanntere und einflussreichere der insgesamt zwei Unterarten (Subspezies) dieser Pflanzenart.

## Beschreibung
Das Gewöhnliche Alpen-Edelweiß unterscheidet sich von seinem weiteren Vertreter des Alpen-Edelweiß, dem Weißen Alpen-Edelweiß, hinsichtlich der Wuchshöhe und einer schwächer ausgeprägten weiß-filzigen Behaarung der oberirdischen Pflanzenteile.

### Vegetative Merkmale
Das Gewöhnliche Alpen-Edelweiß ist eine überwinternd grüne, ausdauernde krautige Pflanze, die Wuchshöhen von 5 bis über 20 Zentimetern erreicht. Die oberirdischen Pflanzenteile sind wollig-weißfilzig, wobei die schmal lanzettlichen, etwa 5 Zentimeter langen Laubblätter im Gegensatz zum Weißen Alpen-Edelweiß nur an der Unterseite stark behaart sind. Die Laubblätter stehen in einer grundständigen Rosette zusammen. Die schwächer ausgeprägte weiß-filzige Behaarung betrifft auch die Hochblätter, wodurch die Pflanze mehr schmutzig-weiß als das Weiße Alpen-Edelweiß (Leontopodium nivale subsp. nivale) erscheint.

### Generative Merkmale
Die Blütezeit reicht von Juli bis September. Fünf bis fünfzehn weiß glänzende Hochblätter formen einen mehrzackigen Stern und umgeben den eigentlichen Blütenstand. Die zwei bis zwölf gleichartigen körbchenförmigen Teilblütenstände enthalten jeweils 60 bis 80 weißgelbe Röhrenblüten. Die sehr schmalen Röhrenblüten am Rand sind weiblich. Sie werden auch Fadenblüten genannt. Weiter einwärts stehen größere männliche Röhrenblüten. Da der funktionslose Griffel noch vorhanden ist, können die Blüten zwittrig erscheinen.
Es werden wie beim Weißen Alpen-Edelweiß ungefähr 0,5 mm lange Achänen gebildet.
Die Chromosomenzahl beträgt 2n = 48 oder 52.

## Systematik
Die gültige Erstbeschreibung von Leontopodium nivale (auf Lateinisch beschrieben) erfolgte 1928 durch Heinrich von Handel-Mazzetti in: Beihefte zum Botanischen Centralblatt, Band XLIV, 1928, Zweite Abteilung: Systematik, Pflanzengeographie, angewandte Botanik etc., S. 137 ff.
Das Gewöhnliche Alpen-Edelweiß wurde bis ins Jahre 2003 noch als eigene Art der Gattung Leontopodium (Gattung Edelweiß) angesehen und wurde damit gleichgesetzt mit dem heutigen Begriff des „Alpen-Edelweiß“ (Pflanzenart). Erst im Jahre 2003 wurde das Gewöhnliche Alpen-Edelweiß Leontopodium alpinum Cass. durch Werner Greuter zu der Unterart Leontopodium nivale subsp. alpinum (Cass.) Greuter umkombiniert. Dadurch wurde das Taxon in die Art Leontopodium nivale eingegliedert, die als Gesamtart im Deutschen als „Alpen-Edelweiß“ bezeichnet wird. Die Artbezeichnung Leontopodium alpinum, die aus dem Jahr 1822 stammt (Alexandre Henri Gabriel de Cassini in Cuvier Dict. Sci. Nat., 1822, 25, S. 474), war gegenüber der älteren Artbezeichnung Gnaphalium nivale Tenores im Jahr 1811 (Fl. Napol. 1, xlviii, 1811) nicht als gültig zu halten, da nach allgemeiner Ansicht beide Sippen zu ein und derselben Art gehören. So blieb nur die Umkombination, sodass wenigstens bei der Unterart die Bezeichnung alpinum behalten werden konnte.